# Almeria dentata
Almeria dentata là một loài bướm đêm trong họ Geometridae.